# Sigourney Weaver
Pour les articles homonymes, voir Weaver.
Susan Alexandra Weaver, dite Sigourney Weaver [sɪˈɡɔːrni ˈwivɚ], née le 8 octobre 1949 à New York, est une actrice américaine.
Elle accède à la célébrité internationale en tenant le rôle d'Ellen Ripley dans la saga Alien, débutée en 1979 par le long métrage Alien, de Ridley Scott. En 1986, la suite Aliens, réalisée par James Cameron, connait un succès commercial supérieur et lui vaut une nomination à l'Oscar de la meilleure actrice. Elle reprendra le rôle dans les films Alien³ (1992) et Alien: Resurrection (1997), ainsi que dans le jeu Alien: Isolation (2014), qui, pour ce dernier, marque le retour de l'actrice 17 ans après sa dernière participation à la franchise.
Elle doit ses deux autres nominations aux Oscars à la comédie Working Girl (1988) de Mike Nichols et au biopic Gorilles dans la brume (1989) de Michael Apted, où elle incarne la zoologiste Dian Fossey.
Durant les années 1980, elle joue aussi dans L'Œil du témoin (1981) de Peter Yates, L'Année de tous les dangers (1982) de Peter Weir et interprète le rôle de Dana Barrett dans le premier film de la série de films fantastiques SOS Fantômes, réalisé par Ivan Reitman et sorti en 1984. Elle reprendra le rôle dans la suite en 1989 et interprétera le rôle de Rebecca Gorin dans le reboot de 2016 réalisé par Paul Feig.
Durant les années 2010, elle opère un retour au premier plan grâce à des seconds rôles dans le blockbuster Avatar (2009), qui marque ses retrouvailles avec James Cameron, et dans la superproduction historique Exodus: Gods and Kings (2014) pour laquelle elle retrouve cette fois Ridley Scott.
Elle revient durablement à la fiction de genre avec le thriller de science-fiction Chappie (2015) de Neill Blomkamp, le film fantastique Quelques minutes après minuit (2016) de Juan Antonio Bayona et la minisérie télévisée The Defenders (2017).

## Biographie

### Jeunesse et formation
Née dans le quartier de Manhattan à New York, Susan Alexandra Weaver est la fille du publicitaire et ex-président de la NBC, Sylvester « Pat » Weaver (en) (1908-2002) et de l'actrice anglaise Elizabeth Inglis (1913-2007). Son oncle est l'acteur de genre Doodles Weaver (en) (1911-1983).
Elle suit d’abord des cours d'art dramatique, décroche son diplôme d'anglais à Stanford et s'inscrit à la Yale School of Drama (en). Elle choisit le prénom Sigourney en 1963 d'après un personnage mineur du roman Gatsby le Magnifique de F. Scott Fitzgerald, Sigourney Howard.

### Carrière

#### Débuts
Sigourney Weaver commence sa carrière artistique au théâtre puis à la télévision, avant d'effectuer ses premiers pas au cinéma sous la direction de Woody Allen, dans la comédie dramatique Annie Hall (1977).

#### Révélation et succès international (années 1980)
En 1979, Sigourney Weaver accède à la notoriété internationale grâce à sa tête d'affiche du film de science-fiction Alien - Le huitième passager, second long métrage de Ridley Scott. Le réalisateur est immédiatement séduit par sa grande taille (1,82m) et son caractère. Elle y interprète Ellen Ripley, une jeune lieutenant de vaisseau qui affronte un redoutable Alien dans les couloirs du vaisseau remorqueur Nostromo. Ce succès, dès son premier rôle important, lui permet d'enchaîner les projets et de se diversifier.
En 1981, elle partage l'affiche du thriller L'Œil du témoin avec William Hurt. L'année suivante, c'est aux côtés de Mel Gibson qu'elle évolue dans le film de guerre L'Année de tous les dangers sous la direction de Peter Weir ; en 1983, elle s'essaie à l'humour pour la comédie Le Coup du siècle, de William Friedkin, cette fois avec Chevy Chase.
En 1984, elle revient à un univers de genre avec la comédie fantastique SOS Fantômes d'Ivan Reitman. Aux côtés de deux autres valeurs comiques de l'époque, Bill Murray et Dan Aykroyd, elle s'offre un deuxième succès populaire à travers le monde.
En 1985, elle tient le premier rôle féminin de la comédie française Une femme ou deux aux côtés de Gérard Depardieu. En 1986, elle reprend le rôle de Ripley pour la suite Aliens, le retour, cette fois réalisée par James Cameron. La même année, elle est la tête d'affiche du thriller Escort Girl, coécrit et réalisé par Bob Swaim.
En 1988, elle joue dans la comédie Working Girl, de Mike Nichols, où elle incarne une femme d'affaires arriviste et impitoyable face à Harrison Ford ; puis dans le biopic Gorilles dans la brume, de Michael Apted, où elle prête ses traits à la zoologiste américaine Dian Fossey, assassinée au Rwanda trois ans plus tôt. Le long métrage reçoit plusieurs nominations et récompenses.
Elle conclut la décennie en 1989 avec une suite, SOS Fantômes 2 d'Ivan Reitman, qui déçoit la critique mais s'impose comme un succès commercial.

#### Progression dramatique (années 1990)

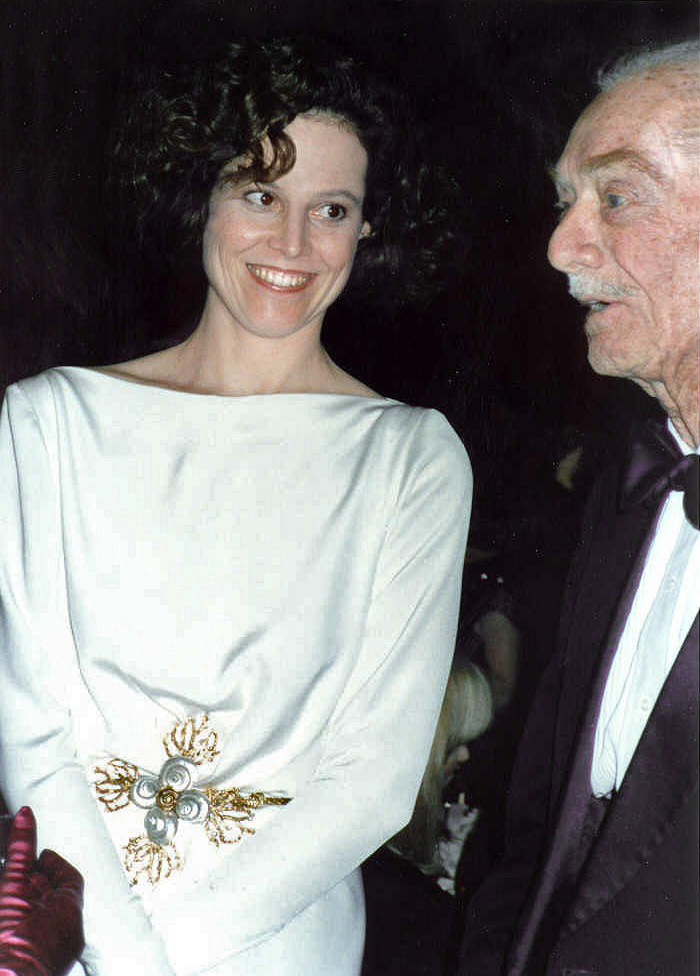
Sigourney Weaver et son père Pat Weaver lors des Oscars 1989 où elle est nommée pour Gorilles dans la brume.

Les années 1990 débutent avec des grosses productions : elle tourne dans Alien 3 dont la réalisation a été confiée au jeune David Fincher. L'actrice se rase la tête pour redevenir Ripley pour un long métrage qu'elle envisage comme le dernier chapitre d'une trilogie. En 1992, année de sortie du film, elle retrouve Ridley Scott dans la coproduction internationale 1492 : Christophe Colomb. Elle y joue la reine Isabelle Ire de Castille.
En 1993, elle retrouve Ivan Reitman dans la romance politique Président d'un jour. Elle partage l'affiche du film avec Kevin Kline. En 1994, elle partage l'affiche du thriller La Jeune Fille et la Mort de Roman Polanski, avec Ben Kingsley. Elle y interprète une femme torturée pendant une dictature.
En 1995, elle est secondée par Holly Hunter pour porter le thriller Copycat de Jon Amiel, où elle joue une psychiatre traquée paranoïaque. En 1997, elle est la tête d'affiche de la relecture horrifique italienne Blanche-Neige : Le Plus Horrible des contes ; ensuite, elle donne la réplique à Kevin Kline et Joan Allen pour le drame Ice Storm, long métrage américain du cinéaste taïwanais Ang Lee. Enfin, elle redevient le lieutenant Ellen Ripley une ultime fois pour la suite Alien, la résurrection, réalisé par Jean-Pierre Jeunet.
Elle conclut cette décennie en jouant aux côtés de Julianne Moore dans le mélodrame Une carte du monde ; puis en cassant son image en jouant une actrice cruche et blonde dans la comédie de science-fiction Galaxy Quest. Elle y donne la réplique à Tim Allen et à Alan Rickman.

#### Cinéma indépendant et passage au second plan (années 2000)
Les années 2000 poursuivent sur le terrain de la comédie, mais sans succès : en 2000, Sigourney Weaver évolue dans la parodie Company Man ainsi que dans la comédie Séduction en mode mineur, où elle s'attire les faveurs d'un adolescent ; en 2001, elle joue les arnaqueuses dans un film plus commercial, la satire Beautés empoisonnées, avec Jennifer Love Hewitt dans le rôle de sa fille et partenaire en arnaques.
Première parenthèse dramatique en 2002, pour The Guys (en), qui rend hommage aux pompiers disparus lors des attentats du 11 septembre 2001.
En 2003, elle participe à la comédie d'action La Morsure du lézard d'Andrew Davis. Elle y a pour partenaires Jon Voight et Patricia Arquette.
Elle revient ponctuellement vers le fantastique en 2004 en étant de la distribution du long métrage de M. Night Shyamalan, Le Village. L'année suivante, elle est la vedette de la comédie indépendante Imaginary Heroes, écrite et réalisée par Dan Harris.

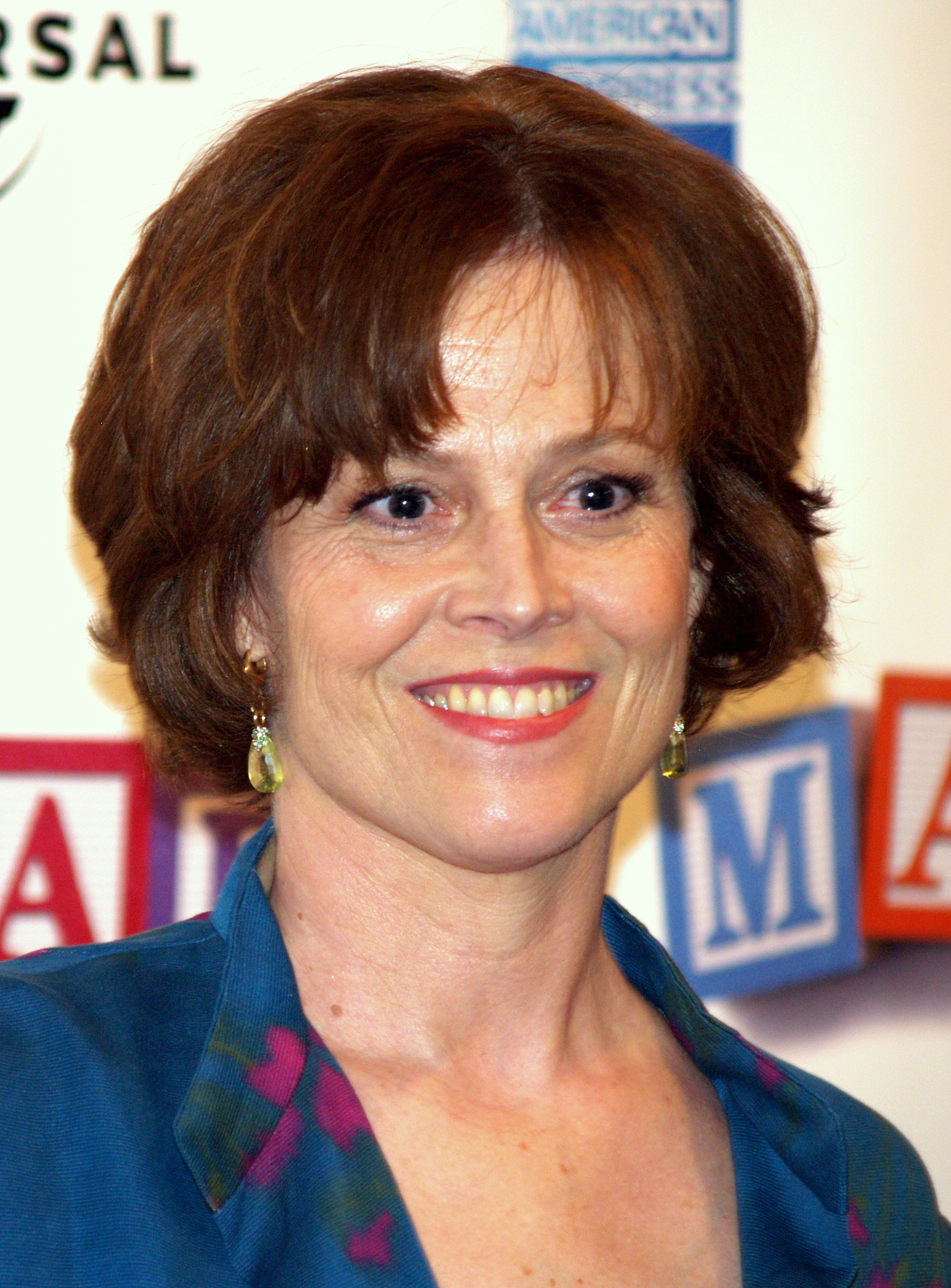
Sigourney Weaver en 2008 à la première mondiale de la comédie Baby Mama.

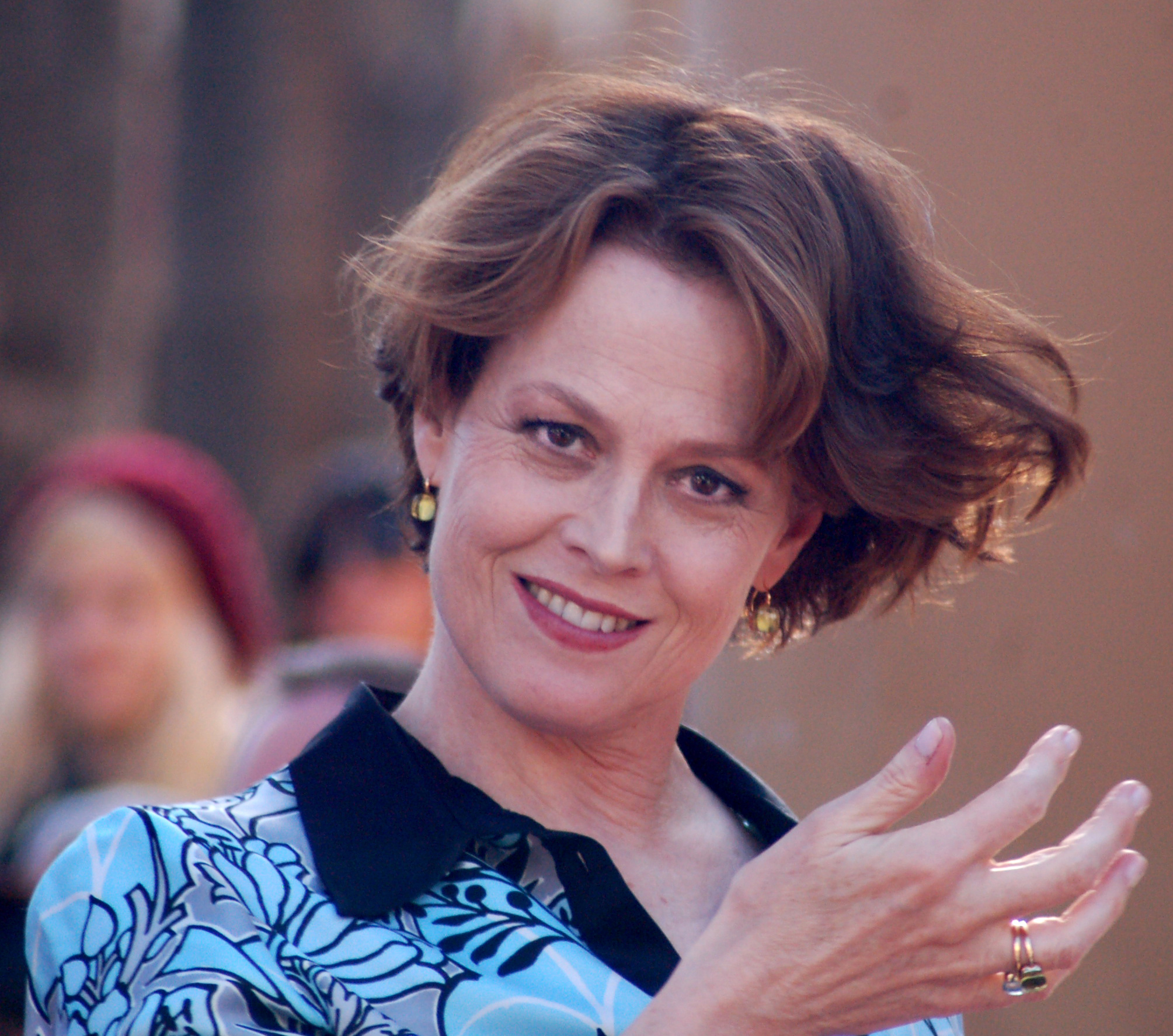
Sigourney Weaver en 2009 à la cérémonie de l'étoile de James Cameron au Hollywood Walk of Fame.

En 2006, elle tourne dans quatre films très différents : elle porte d'abord le drame indépendant Snow Cake, dans lequel elle incarne une femme autiste face à celui, interprété par Alan Rickman, qui fut le témoin des derniers instants de sa fille unique morte dans un accident de la circulation. Puis, elle prête sa voix à l'affreuse belle-mère du film d'animation Cendrillon et le Prince (pas trop) charmant. Elle incarne ensuite une directrice de chaîne puissante, mais lâche, pour la satire indépendante The TV Set, de Jake Kasdan. Enfin, elle est au casting du biopic consacré à Truman Capote, Scandaleusement célèbre.
L'année suivante, elle joue dans le mélodrame indépendant La Fille dans le parc, de David Auburn, avec Kate Bosworth.
En 2008, elle joue dans Angles d'attaque, de Pete Travis, avec l'acteur de télévision Matthew Fox dans le rôle du héros ; puis la comédie Soyez sympas, rembobinez, de Michel Gondry, avec Jack Black et Mos Def dans les rôles principaux ; elle évolue aussi aux côtés de deux révélations comiques de la télévision américaine, Tina Fey et Amy Poehler, héroïnes de la comédie Baby Mama.
En 2009, elle joue dans deux longs-métrages très différents : elle retrouve d'abord James Cameron pour le blockbuster de science-fiction Avatar. Elle y tient le rôle secondaire de Grace Augustine, scientifique et chef du projet Avatar. Par ailleurs, elle tient le premier rôle féminin du téléfilm dramatique acquis à la cause homosexuelle, Bobby, seul contre tous, de Russell Mulcahy, basé sur une histoire vraie. Elle y prête ses traits à Mary Griffith.

#### Seconds rôles et séries télévisées (années 2010-2020)
En 2010, Sigourney Weaver est au casting des comédies chorales Encore toi !, d'Andy Fickman, et Crazy On The Outside, de Tim Allen. Deux flops critiques et commerciaux. En 2011, elle est cependant dans la remarquée comédie indépendante Bienvenue à Cedar Rapids, de Miguel Arteta.
Entre 2011 et 2012, elle joue dans la comédie fantastique Paul, de Greg Mottola, puis le film d'horreur La Cabane dans les bois, première réalisation de Drew Goddard.
Parallèlement, elle donne la réplique à Woody Harrelson pour le polar indépendant Rampart, coécrit et réalisé par Oren Moverman ; puis elle tient un second rôle dans le thriller d'action pour adolescents Identité secrète, de John Singleton. En 2011, elle tourne un pilote de série télévisée, Spring/Fall, qui n'aboutit pas.

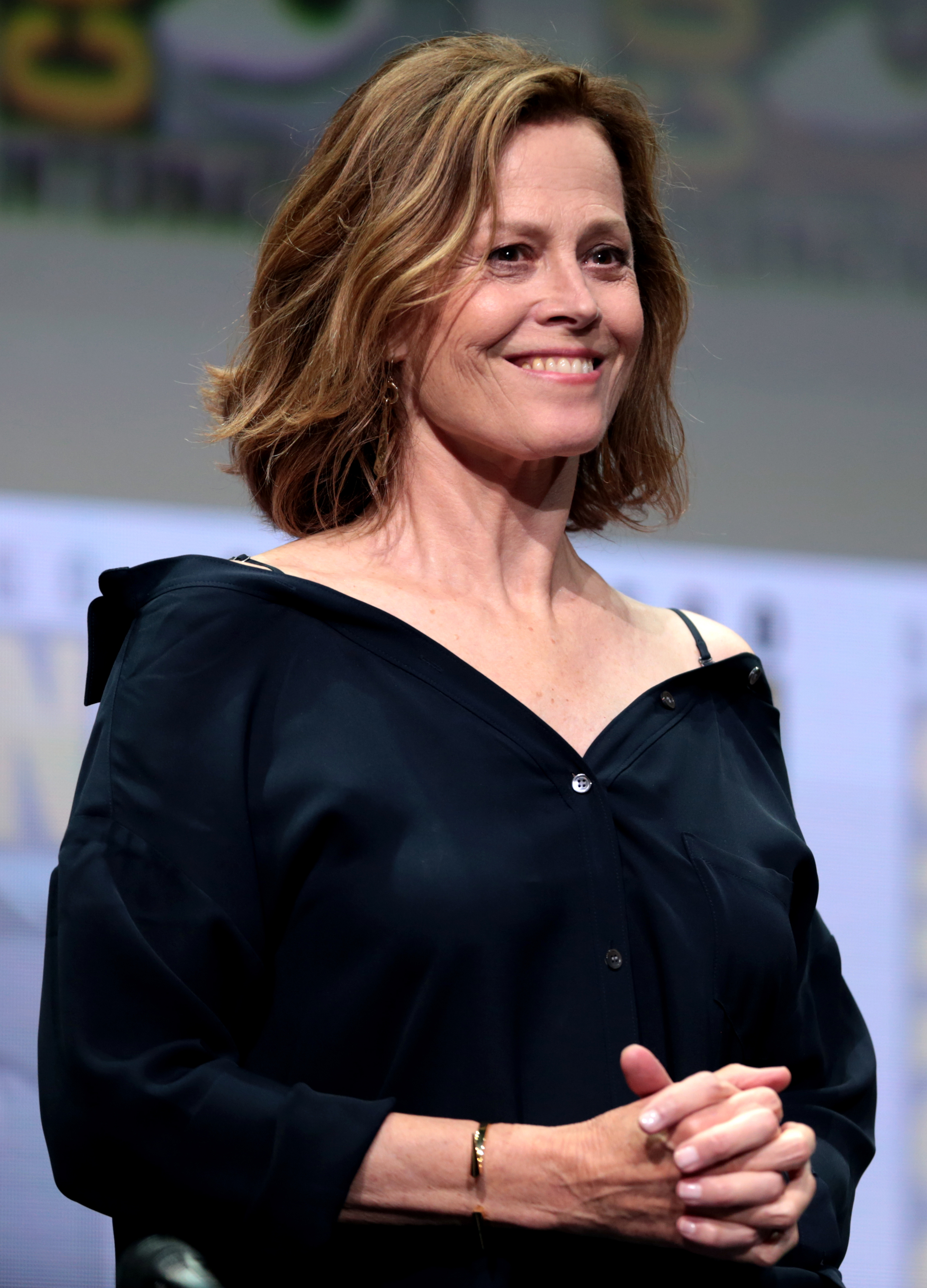
Sigourney Weaver au Comic-Con de San Diego 2016 pour le 30e anniversaire de Aliens.

En 2012, elle joue dans le film d'horreur indépendant Red Lights, écrit et réalisé par Rodrigo Cortés, aux côtés de Robert De Niro ; puis, elle tient un second rôle dans le film d'action Sans issue, porté par Henry Cavill. Elle tient un autre second rôle dans la comédie romantique Vamps de Amy Heckerling. Enfin, elle s'essaie à la télévision en jouant dans la série Political Animals, où elle interprète une secrétaire d'État américaine, durant six épisodes diffusés par USA Network.
En 2014, Ridley Scott la dirige une troisième fois pour le blockbuster historique Exodus: Gods and Kings. Elle y tient le rôle secondaire de Touya. Puis elle retrouve Ellen Ripley pour le jeu vidéo Alien: Isolation. Enfin, elle tient un second rôle dans le film de science-fiction Chappie, réalisé par la valeur montante du genre, Neill Blomkamp.
En 2016, elle fait un caméo dans SOS Fantômes, de Paul Feig ; elle tient le premier rôle du conte fantastique Quelques minutes après minuit, réalisé par Juan Antonio Bayona. Enfin, elle fait face à Michelle Rodriguez, tête d'affiche du thriller d'action Revenger, écrit et réalisé par Walter Hill.
L'année suivante, elle joue de nouveau l'antagoniste dans la série-évènement The Defenders. Elle y joue Alexandra, la chef de l'organisation criminelle la Main, durant les huit épisodes diffusés exclusivement par la plateforme de vidéo à la demande Netflix. La fiction est coécrite par Drew Goddard, le scénariste/réalisateur de La Cabane dans les bois.
Elle est prévue à l'affiche d’Avatar 2 en 2020, qui constituera sa troisième collaboration avec le cinéaste James Cameron. Mais le film est repoussé en raison de la crise sanitaire mondiale. En attendant, elle joue son propre rôle dans la quatrième saison de la série française Dix pour cent dans laquelle elle parle français, fruit d'un long travail en coulisse avec un professeur attitré. Elle donne également la réplique à Margaret Qualley dans Mon année à New York (My Salinger Year) de Philippe Falardeau.
En 2021, elle reprend brièvement le rôle de Dana Barrett dans SOS Fantômes : L'Héritage (Ghostbusters: Afterlife) réalisé cette fois-ci par Jason Reitman, le fils d'Ivan Reitman.
En 2022, on la retrouve à l'affiche du second opus de la saga Avatar, intitulé Avatar : La Voie de l'Eau. Elle y interprète, à l'instar du premier volet, le docteur Grace Augustine, mais aussi et surtout Kiri, jeune adolescente Na'vi mystérieusement née du corps défunt de la chercheuse et cheffe du projet Avatar. Le film, véritable succès commercial, dépasse les 2 milliards de dollars de recettes en janvier 2023.

### Engagement politique
En 2011, Sigourney Weaver accorde officiellement son soutien au chef Raoni contre la construction du barrage de Belo Monte.
En juillet 2016, Sigourney Weaver soutient la candidate démocrate Hillary Clinton à la présidentielle américaine,.

### Vie privée
En 1984, Sigourney Weaver épouse le metteur en scène de théâtre Jim Simpson, qui lui offrira un rôle en 1986 dans Le Marchand de Venise. Le couple a une fille, Charlotte, née en 1990,.

## Filmographie

### Cinéma

#### Années 1970
- 1977 : Annie Hall de Woody Allen : la compagne d'Alvy devant le théâtre
- 1978 : Madman de Dan Cohen : Gale
- 1979 : Alien, le huitième passager (Alien) de Ridley Scott : le lieutenant Ellen Ripley

#### Années 1980
- 1981 : L'Œil du témoin (Eyewitness) de Peter Yates : Tony Sokolow
- 1982 : L'Année de tous les dangers (The Year of Living Dangerously) de Peter Weir : Jill Bryant
- 1983 : Le Coup du siècle (Deal of the Century) de William Friedkin : Catherine DeVoto
- 1984 : SOS Fantômes (Ghostbusters) d'Ivan Reitman : Dana Barrett
- 1985 : Une femme ou deux (One Woman or Two) de Daniel Vigne : Jessica Fitzgerald
- 1986 : Escort Girl (Half Moon Street) de Bob Swaim : Lauren Slaughter
- 1986 : Aliens, le retour (Aliens) de James Cameron : Ellen Ripley
- 1988 : Working Girl de Mike Nichols : Katharine Parker
- 1988 : Gorilles dans la brume (Gorillas in the Mist) de Michael Apted : Dian Fossey
- 1989 : SOS Fantômes 2 (Ghostbusters II) d'Ivan Reitman : Dana Barrett

#### Années 1990
- 1992 : Alien 3 de David Fincher : Ellen Ripley
- 1992 : 1492 : Christophe Colomb (1492: Conquest of Paradise) de Ridley Scott : La reine Isabelle
- 1993 : Président d'un jour (Dave) d'Ivan Reitman : Ellen Mitchell
- 1994 : La Jeune Fille et la Mort (Death and the Maiden) de Roman Polanski : Paulina Escobar
- 1995 : Jeffrey de Christopher Ashley : Debra Moorhouse
- 1995 : Copycat de Jon Amiel : Helen Hudson
- 1997 : Alien, la résurrection (Alien Resurrection) de Jean-Pierre Jeunet : Ellen Ripley
- 1997 : Ice Storm (The Ice Storm) d'Ang Lee : Janey Carver
- 1997 : Blanche-Neige : Le Plus Horrible des contes de Michael Cohn : dame Claudia Hoffman
- 1999 : Une carte du monde (A Map of the World) de Scott Elliott : Alice Goodwin
- 1999 : Galaxy Quest de Dean Parisot : Gwen DeMarco / le lieutenant Tawny Madison
- 1999 : Get Bruce d'Andrew J. Kuehn (documentaire) : elle-même

#### Années 2000
- 2000 : Company Man de Douglas McGrath et Peter Askin : Daisy Quimp
- 2000 : Big Bad Love d'Arliss Howard : Betti DeLoreo (voix)
- 2001 : Beautés empoisonnées (Heartbreakers) de David Mirkin : Angela Nardino / Max Conners / Ulga Yevanova
- 2002 : Séduction en mode mineur (Tadpole) de Gary Winick : Eve Grubman
- 2002 : The Guys de Jim Simpson : Joan
- 2003 : La Morsure du lézard d'Andrew Davis (Holes) : Louise Walker The Warden
- 2004 : Imaginary Heroes de Dan Harris : Sandy Travis
- 2004 : Le Village (The Village) de M. Night Shyamalan : Alice Hunt
- 2005 : Snow Cake de Marc Evans : Linda Freeman
- 2006 : The TV Set de Jake Kasdan : Lenny
- 2006 : Scandaleusement célèbre (Infamous) de Douglas McGrath : Babe Paley
- 2007 : Cendrillon et le Prince (pas trop) charmant (Happily N'Ever After) de Paul J. Bolger : Frieda (voix)
- 2007 : La Fille dans le parc (The Girl in the Park) de David Auburn : Julia
- 2008 : Angles d'attaque (Vantage Point) de Pete Travis : Rex Brooks
- 2008 : Soyez sympas, rembobinez (Be Kind Rewind) de Michel Gondry : Madame Lawson
- 2008 : Baby Mama de Michael McCullers : Chaffee Bicknell
- 2008 : WALL-E d'Andrew Stanton : l'ordinateur de bord (voix)
- 2008 : La Légende de Despereaux (The Tale of Despereaux) de Sam Fell et Robert Stevenhagen : la narratrice
- 2009 : Avatar de James Cameron : la Dre Grace Augustine

#### Années 2010
- 2010 : Crazy on the Outside de Tim Allen : Vicky Zelda
- 2010 : Encore toi ! (You Again) d'Andy Fickman : Ramona « Mona » Clark
- 2010 : Bienvenue à Cedar Rapids (Cedar Rapids) de Miguel Arteta : Macy Vanderhei
- 2011 : Paul de Greg Mottola : le « Grand Manitou »
- 2011 : Identité secrète (Abduction) de John Singleton : le docteur Geraldine « Geri » Bennett
- 2011 : Rampart d'Oren Moverman : Joan Confrey
- 2012 : Sans issue (The Cold Light of Day) de Mabrouk El Mechri : Jean Carrack
- 2012 : Red Lights de Rodrigo Cortés : Margaret Matheson
- 2012 : La Cabane dans les bois (The Cabin in the Woods) de Drew Goddard : la directrice
- 2012 : Vamps d'Amy Heckerling : Cisserus
- 2014 : Exodus: Gods and Kings de Ridley Scott : Touya, la mère de Ramsès
- 2015 : Chappie de Neill Blomkamp : Michelle Bradley
- 2016 : SOS Fantômes (Ghostbusters) de Paul Feig : Rebecca Gorin
- 2016 : Quelques minutes après minuit (A Monster Calls) de Juan Antonio Bayona : grand-mère
- 2016 : Revenger (The Assignment) de Walter Hill : le docteur Rachel Jane
- 2016 : Le Monde de Dory (Finding Dory) d'Andrew Stanton : elle-même (voix)
- 2017 : The Meyerowitz Stories de Noah Baumbach : elle-même
- 2017 : Rakka de Neill Blomkamp (court métrage) : Jasper

#### Années 2020
- 2020 : Mon année à New York (My Salinger Year) de Philippe Falardeau : Margaret
- 2021 : SOS Fantômes : L'Héritage (Ghostbusters: Afterlife) de Jason Reitman : Dana Barrett (caméo post-générique)
- 2022 : The Good House de Maya Forbes et Wallace Wolodarsky : Hildy Good
- 2022 : Call Jane de Phyllis Nagy : Virginia
- 2022 : Master Gardener de Paul Schrader : Norma Haverhill
- 2022 : Avatar : La Voie de l'eau (Avatar: The Way of Water) de James Cameron : Kiri Sully / Dr Grace Augustine
- 2024 : The Gorge de Scott Derrickson : Bartholomew
- 2025 : Avatar : De Feu et de Cendres de James Cameron : Kiri Sully
- 2026 : The Mandalorian and Grogu de Jon Favreau

### Télévision
- 1976 : Somerset (série) : Avis Ryan
- 1977 : The Best of Families créée par Naomi Foner (mini-série) : Laura Wheeler
- 1979 : 3 by Cheever (mini-série) : Marcia Lawton
- 2002 : Futurama (série d'animation) : Planet Express Ship (voix)
- 2004 : CNN Presents (épisode The Two Marys: The Madonna and the Magdalene) : la narratrice[15]
- 2006 : Les Gorilles revisités (Gorillas Revisited with Sigourney Weaver) d'Ingrid Kvale (téléfilm) : elle-même
- 2009 : Bobby, seul contre tous (Prayers for Bobby) de Russell Mulcahy (téléfilm) : Mary Griffith
- 2012 : Political Animals (série) : Elaine Barrish
- 2017 : The Defenders (série) : Alexandra Reid
- 2019 : Dark Crystal : Le Temps de la résistance (Dark Crystal: Age of Resistance) (série) : la narratrice
- 2020 : Dix pour cent (série), saison 4, épisode 5 Sigourney de Marc Fitoussi : elle-même
- 2021 : Le Secret des baleines (série) (Secrets of the Whales) de Brian Armstrong et Andy Mitchell : narratrice
- 2023 : Les Fleurs sauvages (The Lost Flowers of Alice Hart) (série en 8 épisodes) : June Hart

### Jeu vidéo
- 2014 : Alien: Isolation : le lieutenant Ellen Ripley (voix)

## Distinctions

### Récompenses
Sigourney Weaver a été nommée pour trois Oscars, trois BAFTA Awards. Elle a également été nommée pour six Saturn Awards, et en a remporté deux pour Aliens le retour et Avatar, et pour six Golden Globes dont deux remportés pour Gorilles dans la brume et Working Girl qui firent d'elle en 1988 la première personne de l'histoire à remporter deux Golden Globes d'interprétation la même année.
Par ailleurs sa nomination pour l'Oscar de la meilleure actrice pour Aliens le retour est aujourd'hui vue comme une date marquante dans l'histoire du cinéma de science-fiction. Ses contributions au cinéma de science-fiction, y compris dans des rôles moindres comme dans Futurama et WALL-E lui ont valu le surnom de « Queen of Sci-Fi »,,, (la « reine de la science-fiction »).

#### Oscars
| Année | Groupe | Récompense                            | Résultat   | Film                   |
| ----- | ------ | ------------------------------------- | ---------- | ---------------------- |
| 1987  | Oscars | Meilleure actrice                     | Nomination | Aliens, le retour      |
| 1989  | Oscars | Meilleure actrice                     | Nomination | Gorilles dans la brume |
| 1989  | Oscars | Meilleure actrice dans un second rôle | Nomination | Working Girl           |

#### Golden Globes
| Année | Groupe       | Récompense                                           | Résultat   | Film                    |
| ----- | ------------ | ---------------------------------------------------- | ---------- | ----------------------- |
| 1987  | Golden Globe | Meilleure actrice dans un film dramatique            | Nomination | Aliens, le retour       |
| 1989  | Golden Globe | Meilleure actrice dans un second rôle                | Lauréat    | Working Girl            |
| 1989  | Golden Globe | Meilleure actrice dans un film dramatique            | Lauréat    | Gorilles dans la brume  |
| 1998  | Golden Globe | Meilleure actrice dans un second rôle                | Nomination | Ice Storm               |
| 2000  | Golden Globe | Meilleure actrice dans un film dramatique            | Nomination | Une carte du monde      |
| 2010  | Golden Globe | Meilleure actrice dans une mini-série ou un téléfilm | Nomination | Bobby, seul contre tous |
| 2013  | Golden Globe | Meilleure actrice dans une mini-série ou un téléfilm | Nomination | Political Animals       |

#### Academy of Science Fiction, Fantasy & Horror Films, USA
| Année | Groupe       | Récompense                   | Résultat   | Film                         |
| ----- | ------------ | ---------------------------- | ---------- | ---------------------------- |
| 1980  | Saturn Award | Meilleure actrice            | Nomination | Alien - Le huitième passager |
| 1986  | Saturn Award | Meilleure actrice            | Lauréat    | Aliens, le retour            |
| 1994  | Saturn Award | Meilleure actrice            | Nomination | Alien³                       |
| 1998  | Saturn Award | Meilleure actrice            | Nomination | Alien, la résurrection       |
| 2000  | Saturn Award | Meilleure actrice            | Nomination | Galaxy Quest                 |
| 2010  | Saturn Award | Meilleur second rôle féminin | Lauréat    | Avatar                       |

#### BAFTA Film Awards
| Année | Groupe            | Récompense                                      | Résultat   | Film                         |
| ----- | ----------------- | ----------------------------------------------- | ---------- | ---------------------------- |
| 1980  | BAFTA Film Awards | Meilleure nouvelle venue dans un rôle principal | Nomination | Alien - Le huitième passager |
| 1990  | BAFTA Film Awards | Meilleure actrice dans un second rôle           | Nomination | Working Girl                 |
| 1998  | BAFTA Film Awards | Meilleure actrice dans un second rôle           | Lauréat    | Ice Storm                    |

#### Blockbuster Entertainment Awards
| Année | Groupe                           | Récompense        | Résultat   | Film                   |
| ----- | -------------------------------- | ----------------- | ---------- | ---------------------- |
| 1998  | Saturn Award                     | Meilleure actrice | Nomination | Alien, la résurrection |
| 2000  | Blockbuster Entertainment Awards | Meilleure actrice | Nomination | Galaxy Quest           |

#### Festival international du film de Chicago
| Année | Récompense                 | Résultat |
| ----- | -------------------------- | -------- |
| 2001  | Lifetime Achievement Award | Lauréat  |

### Hommage
Le 16 décembre 1999, Sigourney Weaver se voit attribuer une étoile sur le Walk of Fame d'Hollywood dans la catégorie « Motion pictures » (Industrie cinématographique), au 7021 Hollywood Boulevard.

### Autres distinctions

#### Prix
- MystFest 1987 : prix avec Mention Spéciale de la Meilleure actrice pour Escort Girl.
- New York Women in Film & Television 1988 : Muse Award.
- Golden Apple Awards 1988 : Golden Apple de la meilleure actrice de l'année.
- Gotham Awards 1994 : prix de la Meilleure actrice de l'année.
- Festival du film policier de Cognac 1996 : prix avec mention spéciale de la Meilleure actrice, partagé avec Holly Hunter pour Copycat.
- Hasty Pudding Theatricals 1998 : prix de la Femme de l'année.
- Festival international du film de Chicago 2001 : prix pour l'ensemble de sa carrière.
- DVD Exclusive Awards (en) 2003 : prix du Meilleur commentaire audio partagé avec Ridley Scott, Ronald Shusett, Terry Rawlings, Tom Skerritt, Veronica Cartwright, Harry Dean Stanton et John Hurt pour Alien - Le huitième passager.
- Empire Awards 2004 : prix pour l'ensemble de sa carrière.
- Festival international du film d'Édimbourg 2006 : Diamond Award.
- Festival international du film de Marrakech 2008 : prix d'Honneur du Festival.
- Goldene Kamera 2013 : Goldene Kamera de la meilleure actrice internationale.
- Festival international du film de Saint-Sébastien 2016 : prix Donostia pour l'ensemble de sa carrière.
- Goyas du cinéma 2024 : Prix Goya pour l'ensemble de sa carrière.
- Mostra de Venise 2024 : Lion d'Or d'Honneur pour l'ensemble de sa carrière.

#### Nominations
- People's Choice Awards 1988 : nomination au prix de la meilleure actrice dans un film.
- People's Choice Awards 1989 : nomination au prix de la meilleure actrice dans un film dramatique.
- Chicago Film Critics Association Awards 1989 : nomination au prix de la meilleure actrice pour Gorilles dans la brume.
- Chicago Film Critics Association Awards 1989 : nomination au prix de la meilleure actrice dans un second rôle pour Working girl - Quand les femmes s'en mêlent.
- Dallas-Fort Worth Film Critics Association Awards 1995 : nomination au prix de la meilleure actrice dans un second rôle pour La jeune fille et la mort.
- Primetime Emmy Awards 1998 : nomination au prix de la meilleure actrice dans un téléfilm où une mini-série pour Blanche-Neige : Le plus horrible des contes.
- Screen Actors Guild Awards 1998 : nomination au prix de la meilleure actrice dans un téléfilm où une mini-série pour Blanche-Neige : Le plus horrible des contes.
- Satellite Awards 1998 : nomination au prix de la meilleure actrice dans un second rôle dans un film dramatique pour Ice Storm.
- Satellite Awards 2000 : nomination au prix de la meilleure actrice dans un film dramatique pour Une carte du monde.
- Satellite Awards 2002 : nomination au prix de la meilleure actrice dans une comédie pour Beautés empoisonnées.
- Satellite Awards 2003 : nomination au prix de la meilleure actrice dans un film dramatique pour The Guys.
- Satellite Awards 2005 : nomination au prix de la meilleure actrice dans un film dramatique pour Imaginary Heroes.
- Prix Génie 2007 : nomination au prix de la meilleure actrice dans un second rôle pour Snow Cake.
- Primetime Emmy Awards 2009 : nomination au prix de la meilleure actrice dans un téléfilm où une mini-série pour Bobby : seul contre tous.
- Prism Awards 2009 : nomination au prix de la meilleure actrice dans un téléfilm où une mini-série pour Bobby : seul contre tous.
- Satellite Awards 2009 : nomination au prix de la meilleure actrice dans un téléfilm où une mini-série pour Bobby : seul contre tous.
- Screen Actors Guild Awards 2010 : nomination au prix de la meilleure actrice dans un téléfilm où une mini-série pour Bobby : seul contre tous.
- Satellite Awards 2012 : nomination au prix de la meilleure actrice dans un téléfilm où une mini-série pour Political Animals.
- Screen Actors Guild Awards 2013 : nomination au prix de la meilleure actrice dans un téléfilm où une mini-série pour Political Animals.

## Voix francophones
En version française, Sigourney Weaver a été régulièrement doublée par Tania Torrens (décédée en décembre 2024) entre 1979 et la fin des années 2000. Depuis 2009, elle ne la double que de manière occasionnelle, en 2011 dans Paul, en 2012 dans Sans issue, en 2015 dans Chappie, et en 2016 dans Revenger. À partir du film Avatar en 2009, Sylvie Genty l'a doublée également, devenant sa voix récurrente du début des années 2010 jusqu'à son décès en décembre 2022. Frédérique Tirmont la double également à dix reprises, étant sa voix dans les films SOS Fantômes, Président d'un jour, Copycat, Scandaleusement célèbre, Soyez sympas, rembobinez, Call Jane et Master Gardener. L'actrice est exceptionnellement doublée par Ninon Moreau dans le second volet Avatar, car son personnage est adolescent.
À titre exceptionnel, Sigourney Weaver a été doublée par Évelyn Séléna dans L'Œil du témoin, Annie Bertin dans L'Année de tous les dangers, Pauline Larrieu dans Le Coup du siècle et Escort Girl, Sylvie Moreau dans Working Girl, Christine Pascal dans La Jeune Fille et la Mort, Anne Canovas dans Ice Storm et par Rosalia Cuevas dans Bienvenue à Cedar Rapids. Dans le film Une femme ou deux, elle se double elle-même, tandis qu'elle joue en français dans la série Dix pour cent en 2020.
En 2023, à la suite du décès de Sylvie Genty, c'est Annie Sinigalia qui prête sa voix à l'actrice dans Les Fleurs sauvages et The Gorge.
En version québécoise, Anne Caron est la voix québécoise régulière de l'actrice. Elle a également été doublée par Anne Dorval dans Encore toi et La Cabane dans les bois, par Madeleine Arsenault dans Le Village et Sans issue ainsi que par Claudie Verdant dans Les Hommes
Versions françaises
- Tania Torrens (*1945 - 2024) dans la saga Alien, Gorilles dans la brume, 1492 : Christophe Colomb, Galaxy Quest, etc.
- Frédérique Tirmont dans les films SOS Fantômes, Président d'un jour, Copycat, etc.
- Sylvie Genty (*1951 - 2022) dans Avatar 1 et 2, Identité secrète, Red Lights, Exodus: Gods and Kings, etc.

Versions québécoises
Note : La liste indique les titres québécois.
- Anne Caron dans Président d'un jour, L'Imitateur, Les Enjôleuses, Le Passage, Paul, Les Voyants rouges, Gods and Kings[22], etc.